# Maison de Castro
 (juillet 2022).
La maison de Castro (en espagnol : Casa de Castro) est une importante famille de la noblesse d'Espagne, originaire de la couronne de Castille, dont les débuts sont immémoriaux et qui est probablement liée à la ville de Castrojeriz, bien que prenant racine dans le royaume de Galice.
Particulièrement liée au titre de comte de Lemos, elle est parmi les plus anciennes maisons à bénéficier de la grandesse d'Espagne, avec les ducs d'Albuquerque ou de Medinacelli par exemple, qui donne droit au prédicat d'excellence et le roi d'Espagne s'adresse à eux en les appelant « Primo » (cousin). Cette lignée a fourni plusieurs adelantados majeurs à l'Espagne (équivalent de vice-rois, ministres, chanceliers, maréchaux, capitaines généraux etc.) et est à l'initiative de la fondation de l'ordre de Santiago.

## Origines
Il existe plusieurs théories sur l'origine de cette famille. L'une d'entre elles place la branche galicienne des Castro comme descendant du roi García de Galice. Cependant, Jaime de Salazar y Acha (es) considère que l'origine de la lignée remonte plutôt au seigneur Fernando García de Hita, fils du comte García Ordóñez (es), l'arrière petit-fils agnatique du roi Ramire III de Léon et de l'infante Urraca Garcés, fille légitime du roi García IV de Navarre et d'Étiennette de Foix.
Au temps de Gutierre (Gautier) Fernández (es) au XIIe siècle, la famille de Castro rivalise principalement avec une autre importante maison castillane, la famille de Lara, qui revendique la tutelle d'Alphonse VIII de Castille. Au XIVe siècle, Fernán Ruiz de Castro (es), fils de Pedro Fernandez de Castro (es), « Mayordomo Mayor (es) » (équivalent de grand maître de France) du roi Alphonse XI de Castille avec qui il s'illustre à la guerre contre les musulmans, épouse la fille de ce même roi, Jeanne de Castille (es) et reçoit de nombreux titres pour ses services, sa loyauté et sa réputation ainsi que la dignité de « toute la loyauté de l'Espagne » pour avoir soutenu son doublement beau-frère Pierre Ier de Castille (car ce dernier épouse sa sœur Jeanne de Castro (es)) lors des rébellions. Cependant, lorsque le roi Pierre Ier répudie sa reine Jeanne, Fernan cherche à défendre l'honneur de sa sœur et rejoint le comte de Trastamare dans sa guerre au cours de laquelle ce dernier est proclamé roi de Castille avec l'appui des royaumes de France et d'Aragon.
L'absence d'héritiers dans la lignée principale a favorisé l'émergence de la branche galicienne de la famille. Cette branche est devenue la famille la plus puissante de la noblesse galicienne et l'une des plus puissantes de toute l'Espagne. Traditionnellement liée au comté de Lemos, parmi ses représentants les plus illustres on retrouve le « grand comte de Lemos » Pedro Fernández de Castro et Andrade, qui était vice-roi de Naples et son oncle le cardinal Rodrigo de Castro Osorio. Par leurs liens avec la royauté espagnole, ils descendaient aussi des rois d'Aragon, Castille, Léon, Galice, Navarre, Portugal, France, Angleterre, Écosse, Danemark, Suède etc.[réf. nécessaire]
À nouveau faute de descendants chez les aînés, le comté de Lemos est venu élargir la liste des titres de la maison d'Alba par mariage bien qu'une partie de la famille de Castro le revendique encore à ce jour. Selon Manuel Murguía, la saga des Castro, les comtes de Lemos, fait d'eux l'équivalent d'une « dynastie royale », et selon Hermida Balado, l'unique famille qui aurait pu créer une lignée de rois en Galice.
La casa, y bien ancha, que hinche a Castilla,

También a Aragón, y allá a Portugal,

Es la de Castro, de Casa Real,

Que Nuño Laínez fundó su cuadrilla.

La cual en Galicia mejor se acaudilla

De aquella su Infanta tomando corona,

De donde provino la Casa de Arjona,

Que aquel Rey Don Juan quitó de su silla.

Licenciado Molina, “Descripción del Reino de Galicia”, Mondoñedo: 1550.
« La lignée des Castro est semi-royale. Il n'y a pas d'autre maison en Galice qui offre autant de liens de parenté avec la royauté au Moyen Âge.  » (Crespo Pozo)
« Le grand comte de Lemos » a été un important mécène des grands écrivains de son temps, comme Luis de Góngora (dont l'œuvre contient de nombreux sonnets et poèmes dédiés au comte ou à sa ville de Monforte) ou Miguel de Cervantes, qui dédie à l'aîné des Castro son œuvre Les travaux de Persille et Sigismonde, la deuxième partie de Don Quichotte, les Nouvelles exemplaires et les Huit comédies et huit intermèdes, ainsi que les frères Argensola et Quevedo, qui l'ont défini comme « honneur de notre âge ».
Ainsi, le dernier écrit de Miguel de Cervantes, considéré comme l'une des plus belles pages de la littérature espagnole, et signé quatre jours avant sa mort, fut une épître au comte de Lemos.

## Personnalités
- Fernando García de Hita (1065-1135), de lignée asturo-léonaise et bien que n'ayant jamais porté le nom de Castro, il est considéré fondateur de la maison de Castro.
- Gutierre Fernández de Castro (es) (m. 1169), ricohombre (es) castillan, mayordomo mayor (es) du roi Alphonse VII de León et Castille, précepteur de son fils Sanche III de Castille et Intendant du roi, marié à Toda Diaz.
- Rodrigo Fernández de Castro « le Chauve » (1090-1142), ricohombre (es) castillan, alférez (es) (connétable) du roi Alphonse VII de León et Castille, marié à Eylo Álvarez, fille d'Álvar Fáñez (es).
- Pedro Fernandez de Castro « le Puissant » (1115-1184), premier maître de l'ordre de Saint-Jacques de l'Épée (ordre de Santiago), marié à Maria Pérez de Lara, fille de Pedro González de Lara (es) et Eva de Rochechouart.
- Gutierre Rodríguez de Castro (es) (m. 1195), ricohombre (es) castillan, tuteur du futur roi Sanche III de Castille, marié à Elvira Osorio, fille d'Osorio Martinez (es).
- Fernando Rodríguez de Castro « le Castillan » (es) (1125-1185), mayordomo mayor (es) du roi Fernando II de León dont il épouse la demi-sœur Estefanía Alfonso de Léon (es).
- Pedro Fernández de Castro « le Castillan » (es) (1160-1214), mayordomo mayor (es) de son cousin germain, le roi Alphonse IX de León, marié à l'infante Maria Sanchez de Léon, petite-fille de Ferdinand II de León.
- Álvaro Pérez de Castro « le Castillan » (es) (f. 1239), alférez (es) (connétable) du roi et mayordomo mayor (es) du roi Alphonse IX de León, marié en secondes noces à la future reine du Portugal, Mencia Lopez de Haro.
- Fernando Rodríguez de Castro (es) (1280-1304), adelantado majeur de Galice, porteguerre majeur (es) de l'ordre de Santiago et commandeur de la Cathédrale de Lugo, marié à Violante de Castille (es), fille du roi Sanche IV de Castille.
- Pedro Fernández de Castro « de la Guerre » (es) (f. 1342), mayordomo mayor (es) du roi Alphonse XI de Castille, adelantado majeur d'Andalousie, Galice et Murcie, porteguerre majeur (es) de l'ordre de Santiago et commandeur de la Cathédrale de Lugo, marié à Isabel Ponce de Léon (es).
- Fernán Ruiz de Castro (es) (m. 1375), « toute la loyauté de l'Espagne », mayordomo mayor (es) du roi Pierre Ier de Castille, porteguerre majeur (es) de l'ordre de Santiago, marié à Jeanne de Castille (es), fille du roi Alphonse XI de Castille.
- Béatrice Enriquez de Castro et de Castille (es) (1398-1455) est la fille du connétable de Castille Pedro Enríquez de Castilla (es), comte de Trastamare et d'Isabel de Castro (es). Elle récupère le nom de sa mère et tous les titres de sa famille à la mort de son frère (es). Comtesse de Lemos, Ponferrada, Villafranca del Bierzo, Castro Caldelas, Puentedeume et autres, ainsi que comtesse consort de Cabrera et Ribera.
- Béatrice de Castro Osorio (1480-1570), comtesse de Lemos, grande d'Espagne et mère du célèbre cardinal Rodrigo de Castro Osorio. Elle épouse Denis de Portugal, fils de Ferdinand II, duc de Bragance qui récupère le nom et les armes de son épouse pour éviter à la lignée de s'éteindre.
- García Díaz de Castro (es) (1506-1566), noble espagnol du XVIe siècle, officier militaire et conquistador qui est allé en Amérique du Sud pour contribuer à la conquête du Chili. Sur place il épousa Bárbola Coya Inca, une princesse inca avec qui il eut une progéniture métisse légitime.
- Fernando Ruiz de Castro y Portugal (1505-1575), marquis de Sarria, comte de Lemos et mayordomo mayor de l'infante Jeanne d'Autriche, fille de Charles Quint, sœur de Philippe II et mère de Sébastien Ier, marié à Teresa de Andrade.
- Fernando Ruiz de Castro Andrade y Portugal (1548-1601), comte d'Andrade, comte de Lemos, comte de Villalba, marquis de Sarria, grand d'Espagne et vice-roi de Naples.
- Francisco Ruiz de Castro Portugal (1579 - 1637 ), comte de Lemos et nombreux autres titres, vice-roi de Naples, ambassadeur à Rome puis vice-roi de Sicile.
- Cristóbal Vaca de Castro (1492-1566), diplômé en droit espagnol et un magistrat envoyé au Pérou pour résoudre les différends entre Pizarristes et Almagristes. À son arrivée au Pérou, il dut se charger de réprimer la rébellion de Diego de Almagro el Mozo et d'exercer le gouvernement, entre les années 1542 et 1544.
- Pedro de Castro et Quinones (es) (1534-1623), juriste et ecclésiastique espagnol, juge de la cour royale de Valladolid, de Grenade, président des deux, archevêque de Grenade à partir de 1589 et de Séville de 1610 jusqu'à sa mort et fondateur de l'abbaye du Sacromonte à Grenade.
- Pedro Fernández de Castro, Andrade et Portugal (1576-1622 ), comte de Lemos, marquis de Sarria, comte de Villalba, comte d'Andrade et grand d'Espagne de 1re classe. Président du Conseil des Indes, vice-roi de Naples, président du Conseil suprême d'Italie, commandeur de l'ordre d'Alcántara et célèbre homme d'État et diplomate espagnol. Il fut également ambassadeur extraordinaire à Rome et chef de la police du royaume de Galice.
- Francisco Fernández de Castro Andrade (1613-1662), comte de Lemos, grand d'Espagne entre autres titres, et vice-roi d'Aragon, chevalier de l'ordre de Santiago et gentilhomme de chambre (es) du roi Felipe IV d'Espagne.
- Pedro Antonio Fernández de Castro Andrade et Portugal (1632-1672 ), comte de Lemos, marquis de Sarria, comte d' Andrade, comte de Villalba, duc de Taurisano, grand d'Espagne et vice-roi du Pérou sous le règne du roi Charles II d'Espagne.
- Joaquín Sotomayor Castro y Portugal (es) (1715-1777), duc de Béjar, comte de Lemos et nombreux autres titres. Juge et « Alcaide Majeur » (connétable) de Castille, première voix de la noblesse de Castille, grand d'Espagne. chevalier grand-croix de l'ordre de Charles III, chevalier de l'ordre de Saint-Janvier, chevalier de l'ordre de la Toison d'Or, gentilhomme de chambre du roi Ferdinand VI de Bourbon, précepteur et mayordomo majeur du prince des Asturies, le futur roi Charles IV de Bourbon.